# Statin
Statine sind Arzneistoffe, die als Cholesterinsenker bzw. Lipidsenker eingesetzt werden. Von allen Medikamenten, die den Lipidstoffwechsel beeinflussen, weisen sie die höchste Potenz auf. Die Freinamen (INN) ihrer Vertreter enden auf -statin.
Biochemisch gesehen ist ein Statin ein Arzneistoff aus der Substanzklasse der 3-Hydroxy-3-Methylglutaryl-Coenzym-A-Reduktase-(HMG-CoA-Reduktase-)Inhibitoren (auch HMG-CoA-Reduktasehemmer genannt). Statine sind auch unter dem Begriff CSE-Hemmer (Cholesterinsyntheseenzymhemmer) bekannt.
Ebenfalls als  Statine bezeichnet werden die im Hypothalamus gebildeten Inhibiting-Hormone.

## Geschichte
Das erste Statin war Mevastatin (Laborname ML-236B, auch Compactin genannt), das im Pilz Penicillium citrinum vorkommt und dessen Lipidsenkerwirkung 1976 vom japanischen Forscher Akira Endō erstmals beschrieben wurde.

## Anwendungsgebiete
Verwendung finden Statine bei isolierter Hypercholesterinämie, wie polygene Hypercholesterinämie oder familiäre Hypercholesterinämie (als Mittel der ersten Wahl), aber auch bei kombinierter Hyperlipidämie, zur Primär- und Sekundärprophylaxe der Arteriosklerose und damit einhergehender kardiovaskulärer Ereignisse (Herzinfarkt) und zerebrovaskulärer Ereignisse (Hirninfarkt).

## Wirkweise

Die Wirkungsweise der Statine beruht auf der Hemmung der HMG-CoA-Reduktase. Dieses Enzym katalysiert die Umwandlung von HMG-CoA in Mevalonsäure (Mevalonat), einen Baustein in der Cholesterinbiosynthese.

Die Wirkung von Statinen als Lipidsenker beruht auf ihrer kompetitiven Hemmung der HMG-CoA-Reduktase. Da HMG-CoA ein Stoff ist, den der Körper zur Biosynthese von Cholesterin benötigt, wird unter Einwirkung von Statinen weniger Cholesterin vom Körper selbst gebildet als ohne. Da in den Zellen ein relativer Cholesterinmangel herrscht, produzieren sie vermehrt LDL-Rezeptoren, die das Lipoprotein geringer Dichte aus dem Blut durch Endozytose aufnehmen. LDL ist hauptverantwortlich für die meisten Schäden des Körpers, die durch einen zu hohen Cholesterinspiegel erzeugt werden. LDL wird so aus dem Blutkreislauf entfernt, wodurch sich der LDL-Spiegel im Blut und damit auch Wirkungen des LDL wie Arteriosklerose verringern.

## Wirksamkeit

### Reduktion vaskulärer Ereignisse durch Lipidsenkung
Die Gabe von Statinen bewirkt eine Reduktion an Herzinfarkten und Todesfällen. Der unabhängige Forschungsverbund Cochrane kommt zu dem Ergebnis: „Von 1000 Menschen, die über einen Zeitraum von fünf Jahren mit Statinen behandelten würden, könnte bei 18 ein größeres HKE-Ereignis vermieden werden.“ Es bestehen bei der Reduzierung von Infarkten oder Todesfällen keine signifikanten Wirksamkeitsunterschiede zwischen Pravastatin, Simvastatin oder Atorvastatin in ihrer Standarddosierung.
Risikoreduktion durch die Gabe von Statinen
Es gibt Publikationen, in denen unter Bezugnahme auf wissenschaftliche Studien
- von einer deutlichen Verringerung der Häufigkeit des Infarkttodes um 42 %,[5]
- einer statistisch hochsignifikanten Verringerung der Gesamtsterblichkeit um 30 %,[6]
- einer hochsignifikanten Risikoreduktion für vaskuläre Ereignisse von 22 %[7]

durch Senkung des LDL-Cholesterinspiegels mittels Statinen berichtet wird. Diese Angaben beruhen auf der in den Studien ermittelten relativen Risikoreduktion statt auf einer absoluten Risikoreduktion oder auf der Anzahl der notwendigen Behandlungen (NNT), die ausdrückt, wie viele Patienten behandelt werden müssen, damit einer von der Therapie profitiert. Die CTT-Metaanalyse vom November 2010 mit 129.526 Probanden über einen Beobachtungszeitraum von 4,8 Jahren belegt eine Reduktion für „first major vascular events“ von 2,77 % und für „all-cause mortality“ von 1,91 % bei einer LDL-Reduktion von 1,0 mmol/l. Das bedeutet bei einer Statineinnahme über einen Zeitraum von ca. 5 Jahren eine absolute Reduktion kardiovaskulärer Ereignisse um 2–3 %. Diese Ausführungen zeigen, dass zur Beurteilung des Nutzens einer Statineinnahme zwischen relativer und absoluter Risikoreduktion unterschieden werden muss.
Statine bieten einen jahrzehntelangen Schutz für Blutgefäße. Dies hat eine Langzeit-Untersuchung ergeben, nach der mit Statinen vor 20 Jahren behandelte Männer eine signifikant um 13 Prozent niedrigere Sterberate hatten. Bei älteren Patienten mit schweren Erkrankungen ist der Nutzen der Statine unter Berücksichtigung von Nebenwirkungen und Lebensqualität nicht positiv.

### Statine als Plaque-Stabilisatoren
Die positiven Effekte, die Statine auf das Überleben von Patienten nach kardiovaskulären Ereignissen (wie z. B. Herzinfarkt) haben, können nicht allein mit einer Erweiterung von Engstellen in den Herzkranzgefäßen erklärt werden. Man nimmt mittlerweile an, dass Statine indirekt entzündungshemmend auf instabile atherosklerotische Ablagerungen (Plaques) wirken. Oxidiertes LDL, das in instabilen Plaques eingelagert ist, scheint Entzündungszellen wie Monozyten und Lymphozyten anzulocken. Im Rahmen der so entstandenen Entzündung des Plaques werden Matrix-abbauende Enzyme (Matrixmetalloproteinasen) gebildet. Die Matrixmetalloproteinasen verdauen insbesondere das Strukturprotein Kollagen, das den Plaques mechanische Festigkeit vermittelt. Die Statine reduzieren anscheinend die Einlagerung von oxidiertem LDL. Folglich verhindern oder verringern sie die Einwanderung von Entzündungszellen und die Bildung von Matrix-Metalloproteasen. Durch das so vermehrt vorhandene Kollagen wird die Plaque-Stabilität auf lange Sicht erhöht, wenngleich die Dicke der Ablagerungen (und somit die Einengung des Gefäßes) nicht oder nur sehr wenig zurückgeht.

### Immunmodulation
Statine werden experimentell im Rahmen von kontrollierten Studien zur Immunmodulation eingesetzt.
Transplantationschirurgie
In einer 2003 veröffentlichten Studie wurden 39 lungentransplantierte Patienten mit Statinbehandlung aufgrund einer Hyperlipidämie mit 161 Transplantatempfängern ohne Statinbehandlung verglichen. Signifikante Resultate: In der Statingruppe zeigten sich seltenere akute Abstoßungsreaktionen, keine obliterative Bronchiolitis gegenüber 37 % in der Vergleichsgruppe, in der Blutuntersuchung eine geringere Anzahl von Entzündungszellen, bessere Spirometrieergebnisse und ein wesentlich höheres Sechsjahresüberleben.
Multiple Sklerose
2002 wurde eine Studie veröffentlicht, bei der sich zeigte, dass bei Mäusen, die an chronisch experimenteller Autoimmun-Enzephalitis (EAE), einer der MS vergleichbaren Erkrankung, leiden, die Bildung spezifischer T-Zellen sowie andere Entzündungsmarker reduziert werden können. Das wurde inzwischen für Atorvastatin, Lovastatin und Simvastatin nachgewiesen.
In einer 2003 veröffentlichten Untersuchung wurden 30 Patienten mit schubweise verlaufender MS mit 80 mg Simvastatin täglich behandelt. Dabei zeigte sich eine um 43 Prozent niedrigere Zunahme an demyelinisierenden Herden, die mittels Magnetresonanztomografie nachgewiesen wurden.
Eine 2013 veröffentlichte doppelblinde, randomisierte Studie an 140 Patienten mit sekundär progredienter MS konnte zeigen, dass es unter der Einnahme von 80 mg Simvastatin zu 40 % geringerem Verlust an Hirnvolumen kam und sich die Progression verlangsamte.

### Krebserkrankungen
Eine 2006 publizierte Metaanalyse bisheriger Studien (N=27) zur Wirkung auf Krebserkrankungen mit Daten von ca. 90.000 Patienten befand die Statineinnahme für nicht wirksam – „neutral“ – d. h. weder nützlich noch schädlich. Es konnten keine Krebsarten bzw. Umstände identifiziert werden, bei denen Inzidenz, Verlauf oder Prognose der Krankheit durch Statine signifikant beeinflusst würden.
Eine 2012 veröffentlichte epidemiologische Studie mit Daten des dänischen Krebsregisters zeigte, dass die Wahrscheinlichkeit für Patienten über 40 Jahren, an Krebs zu sterben, signifikant niedriger war, wenn im Laufe des Lebens ein Statin eingenommen wurde (ebenso war die Gesamtsterblichkeit im gleichen Ausmaß vermindert). Gründe für diese Korrelation konnte die Untersuchung nicht zeigen. Nicht erfasst wurden z. B. der Raucherstatus, die Teilnahme an einem Mammographie-Screening, die Einnahme von ASS oder Metformin (beide Medikamenten zeigen Hinweise auf eine krebspräventive Wirkung).
Auch eine 2022 publizierte Studie (retrospektive Datenanalyse von 300.000 mit Statinen behandelten Patienten und Experimente mit Tumorzelllinien und Mäusen) weist auf eine protektive Wirkung der Statine bei der Krebsentstehung hin.

## Nebenwirkungen
Die wichtigste Nebenwirkung von Statinen sind Muskelbeschwerden. Dabei ist bei einer Behandlung von 10.000 Menschen mit einer wirksamen Statindosis über 5 Jahre bei 50–100 Patienten mit Muskelschmerzen oder -schwächen ohne erhöhte Kreatinkinase (CK) zu rechnen, bei 5 mit einer Myopathie mit Anstieg der CK und bei 1 mit einer Rhabdomyolyse. Randomisierte plazebokontrollierte Studien haben gezeigt, dass einer Statin-Therapie zugeordnete Nebenwirkungen nicht immer auch durch Statine verursacht sind. Es ist von einem ausgeprägten Nocebo-Effekt auszugehen. So zeigen die Ergebnisse einer großen Metaanalyse randomisierter Studien, dass weniger als 10 % der Fälle von Muskelbeschwerden, die unter Behandlung mit Statinen auftreten, tatsächlich durch die Statine verursacht werden. Das geringfügig erhöhte Risiko für Muskelbeschwerden besteht hauptsächlich im ersten Jahr der Behandlung, jedoch kaum in späteren Jahren. Der muskelschädigende Mechanismus ist Gegenstand der Forschung, es besteht aber ein Dosis-Wirkungs-Effekt.
Zu den schwerwiegendsten Nebenwirkungen der Statine gehören sogenannte toxische Myopathien. Dabei handelt es sich um strukturelle und funktionelle Veränderungen der Skelettmuskulatur. Die schwerste Form einer toxischen Myopathie ist die Rhabdomyolyse, die zur Zerstörung der quergestreiften Muskulatur führt. In der Literatur sind bis zum Jahr 2003 ca. 3350 Fälle einer durch Lipidsenker ausgelösten Rhabdomyolyse beschrieben worden. Dabei ist die Wirkstärke der verschiedenen Statine unterschiedlich. Mehr als 100 tödlich verlaufende Fälle von Rhabdomyolyse im Zusammenhang mit der Einnahme von Cerivastatin (Handelsname: Lipobay), insbesondere in der Kombination mit Gemfibrozil, führten im Jahr 2001 dazu, dass das Präparat vom Markt genommen werden musste. Die geringste Myopathie-Häufigkeit weist Fluvastatin auf, welches allerdings auch in der Höchstdosis eine der schwächsten lipidsenkenden Wirkungen zeigt. Aufgrund langjähriger Beobachtungen hat die FDA im Oktober 2012 für nahezu alle Statine – auch in Kombinationen mit Niacin – Änderungen in den Gebrauchsinformationen verfügt, die auf die immunvermittelte nekrotisierende Myopathie (IMNM = immune-mediated necrotizing myopathy) hinweisen.
In sehr seltenen Fällen können Statine laut der Britischen Arzneimittelbehörde (MHRA) eine Myasthenia gravis auslösen oder eine bestehende Myasthenia gravis oder okuläre Myasthenie verschlechtern. In Fallberichten aus Großbritannien wurde bei den meisten Betroffenen über eine Genesung nach Absetzen des Statins berichtet. Bei einem kleinen Teil der Betroffenen blieben jedoch weiterhin Symptome bestehen. Derzeit ist nicht bekannt, ob unterschiedliche Statine, eine unterschiedliche Anwendungsdauer oder unterschiedliche Dosierungen Einfluss auf das Risiko haben. Auch der Ausschuss für Risikobewertung im Bereich der Pharmakovigilanz der Europäischen Arzneimittel-Agentur (EMA) hat im Februar 2023 zu diesen Nebenwirkungen Stellung genommen und deren Aufnahme in die Fachinformationen Statin-haltiger Arzneimittel empfohlen.
In einer 2013 veröffentlichten Studie konnte festgestellt werden, dass es bei Statinen zu einem verschlechterten Ansteigen der kardiovaskulären Fitness bei körperlicher Bewegung kommt. Ursache dafür sind nicht nur die oben erwähnten Myalgien, sondern auch der Abfall der Citrat-Synthase, eines  wichtigen Enzyms für die aerobe Energiegewinnung aus Mitochondrien. Zusätzlich wird durch Statine die Coenzym Q10-Synthese gehemmt und dadurch die ATP-Synthese in den Mitochondrien reduziert. Dies wiederum kann zu Myopathien und einem erhöhten kardiovaskulären Risiko führen.
Die australische Arzneimittelbehörde hat 2005 alle Statine von der Schwangerschaftskategorie C der strengeren Kategorie D zugeordnet. Damit werden publizierte Beobachtungen umgesetzt, dass Statine nicht nur im Tierversuch, sondern auch beim Menschen teratogene Wirkungen gezeigt haben, da Cholesterin ein essentieller Baustein für die fetale Entwicklung ist. Schwangere sollten demnach keine Statine mehr einnehmen. In Deutschland sind Statine seit der Markteinführung für Schwangere als kontraindiziert eingestuft.
Bis 2005 wurden einzelne Fälle von Gedächtnisverlust im Zusammenhang mit der Einnahme von Statinen beschrieben. In einem im Jahr 2003 veröffentlichten Übersichtsartikel werden 60 Fälle von totalem Gedächtnisverlust im Zusammenhang mit einer Statin-Behandlung beschrieben. Nach Absetzen der Statin-Behandlung verschwanden in etwas weniger als der Hälfte der dokumentierten Fälle die Gedächtnisstörungen ganz oder teilweise. Darüber hinaus gibt es einzelne Hinweise auf ein Nachlassen der Gedächtnisleistung und Aufmerksamkeit sowie auf erhöhte Aggressivität und erhöhte Reizbarkeit im Zusammenhang mit der Einnahme von Statinen.
Andere Nebenwirkungen wie ein Zusammenhang zwischen der Einnahme von Statinen und der Entwicklung einer Demenz oder ein Zusammenhang mit Katarakten konnten widerlegt werden.
Möglich sind Nierenschädigungen durch Statine. Vor allem in den ersten zwei Jahren der Therapie kommt es laut einer 2013 veröffentlichten Studie zu einer Anhebung der Hospitalisierung aufgrund von Nierenproblemen.
Statine erhöhen das Risiko für Diabetes mellitus etwas. Eine Metaanalyse ergibt bei fast 100.000 Patienten ein gering erhöhtes Diabetesrisiko durch Statine um 9 Prozent bzw. einen zusätzlichen Diabetesfall pro 255 Patienten in vier Jahren. Andererseits errechne sich aus den Studien, dass durch die gleiche Therapie 5,4 tödliche und nicht-tödliche Herzinfarkte pro 255 Patienten in vier Jahren und pro 1 mmol/l bzw. 40 mg/dl LDL-Senkung verhindert werden könne. Hinzu komme noch eine Abnahme von Schlaganfällen und revaskularisierenden Eingriffen, weshalb das Nutzen-Risiko-Verhältnis für Statine gut sei.
Als seltene Nebenwirkung tritt bei Statinen eine Gynäkomastie auf. Zudem kann die Produktion von braunem Fettgewebe reduziert sowie dessen Aktivität eingeschränkt werden.
Von möglichen positiven Auswirkungen der Statin-Einnahme auf die Psyche berichtet eine Kohortenstudie, in der Patienten, die über den Zeitraum von vier Jahren ununterbrochen Statine eingenommen hatten, mit solchen Patienten verglichen wurden, die gar nicht oder nur mit Unterbrechungen Statine eingenommen hatten. In der ersten Gruppe zeigte sich eine reduzierte Prävalenz von Depressionen, die jedoch nicht mit dem Maß der Cholesterinsenkung in Zusammenhang stand. Die Aussagekraft dieser Studie ist jedoch dadurch beeinträchtigt, dass Patienten, die zum Beispiel wegen möglicher Nebenwirkungen der Medikamenteneinnahme aus der Studie ausschieden, in der Auswertung nicht berücksichtigt werden konnten.
Eine weitere unerwünschte Wirkung scheint ein erhöhtes Risiko für Knochenschwund (Osteoporose) bei höherer Dosierung zu sein. Eine an der Medizinischen Universität Wien durchgeführte Analyse der Daten von 353.502 österreichischen Krankenversicherten aus den Jahren 2006 und 2007 zeigte ein bis zu mehr als dreifach erhöhtes Auftreten von Osteoporose unter Statin-Behandlung. Je höher die Dosierung, desto größer war das Risiko. Bei niedriger Dosierung hingegen war das Risiko gegenüber Personen ohne Einnahme von Statinen vermindert. Die Autoren empfehlen, bei Risiko-Patienten den Knochenstoffwechsel zu überwachen. Auch sollten prospektive Studien durchgeführt werden. Im Tiermodell konnten die Forscher 2023 einen ursächlichen Zusammenhang untermauern.

## Vertreter, Studien

Das in den 1970er Jahren aus einem Schimmelpilz isolierte Mevastatin bildet die Leitstruktur für die therapeutischen Statine.

Die ersten therapeutisch genutzten Statine waren Lovastatin (Mevacor, USA 1987), Simvastatin (Zocor, USA 1991) und Pravastatin (Pravachol, USA 1991). Die Mevastatin-Leitstruktur ist gut erkennbar. Lovastatin und Simvastatin liegen als biologisch inaktive Lactone (Prodrugs) vor, Pravastatin in der aktiven ringoffenen Form (Hydroxysäure).

Statine der zweiten Generation: Fluvastatin (Lescol, USA 1994), Atorvastatin (Lipitor, UK 1997), Rosuvastatin (Crestor, USA 2003) und Pitavastatin (Livalo, J 2003)

### Atorvastatin
- Handelsnamen: Sortis (Deutschland), Lipitor (USA) + Generika
- Ersthersteller: Pfizer

Atorvastatin wird vor allem über CYP 3A4 verstoffwechselt, weshalb Hemmstoffe dieses CYP-Enzyms, z. B. Amiodaron oder Grapefruchtsaft, zu erhöhten Blutspiegeln und stärkeren Nebenwirkungen führen können.

### Cerivastatin
- Handelsnamen: Lipobay, Baycol, Zenas
- Ersthersteller: Bayer AG

Das 1997 unter dem Namen Lipobay eingeführte Cerivastatin wurde 2001 vom Markt genommen, nachdem weltweit über tödlich verlaufende Fälle von Rhabdomyolyse im zeitlichen Zusammenhang mit der Gabe des Mittel berichtet worden war. Die Mehrzahl der Fälle wurde auf eine Arzneimittelwechselwirkung mit dem Fibrat Gemfibrozil unter Cerivastatin-Höchstdosis zurückgeführt.

### Fluvastatin
- Handelsnamen: Cranoc, Lescol, Locol, Fractal + Generika
- Ersthersteller: Novartis
- Studien: ALERT

Fluvastatin gilt als eines der wirkschwächeren, aber auch als das am besten verträgliche Statin und wird von den Firmen Astellas Pharma GmbH, Novartis und als Generikum vertrieben. Fluvastatin wird im Gegensatz zu fast allen anderen Statinen nicht über CYP3A4, sondern über CYP2C9 abgebaut.

### Lovastatin
- Handelsnamen: Mevinacor + Generika
- Ersthersteller: MSD Sharp & Dohme
- Studien: Lovastatin Study Group III

Lovastatin war eines der Statine, mit dem Merck 1980 die ersten (Tierversuchs-)Studien begann. Da jedoch Sankyo eine Studie mit dem fast strukturgleichen Compactin wegen eines gehäuften Auftretens von Nebenwirkungen abbrach, beendete auch Merck vorerst die Studien. Lovastatin kommt natürlicherweise im rot fermentierten Reis vor.

### Pitavastatin
- Handelsnamen: Livalo, Pitava
- Ersthersteller: Nissan Chemicals / Kowa Pharmaceuticals

### Pravastatin
- Handelsnamen: Mevalotin / Pravasin / Pravachol + Generika
- Ersthersteller: Bristol-Myers Squibb
- Studien: ALLHAT

### Rosuvastatin
- Handelsnamen: Crestor
- Ersthersteller: AstraZeneca / Shionogi
- Studien: AURORA, COMET, JUPITER

Rosuvastatin ist der jüngste Vertreter in der Gruppe der Statine. Das Profil der Wirkung und der Nebenwirkungen entspricht grundsätzlich dem der anderen Statine.

### Simvastatin
- Handelsnamen: Cholib, Gerosim, Zocor, Zocord + Generika
- Ersthersteller: MSD Sharp & Dohme
- Studien: 4S, Heart Protection Studie

Simvastatin wird hauptsächlich über CYP 3A4 verstoffwechselt, aber wie Lovastatin und Fluvastatin unter anderem auch über CYP 2D6. Deshalb ist bei langsamen Metabolisierern auf CYP 2D6 mit höheren Blutspiegeln und verstärkten Nebenwirkungen zu rechnen.

## Markt
Lipitor (USA) bzw. Sortis (EU), jeweils mit dem Wirkstoff Atorvastatin, war das weltweit am Markt erfolgreichste Statin. Es erreichte im Jahr 2004 Umsätze von 10,7 Milliarden US-Dollar. Im Jahr 2007 wurde (laut Forbes.com) ein weltweiter Verkaufserlös von 12,8 Milliarden US-Dollar erzielt. Seit der Einführung von Atorvastatin-Generika (in Deutschland 2012) ist der Umsatz deutlich zurückgegangen.